# David Wechsler

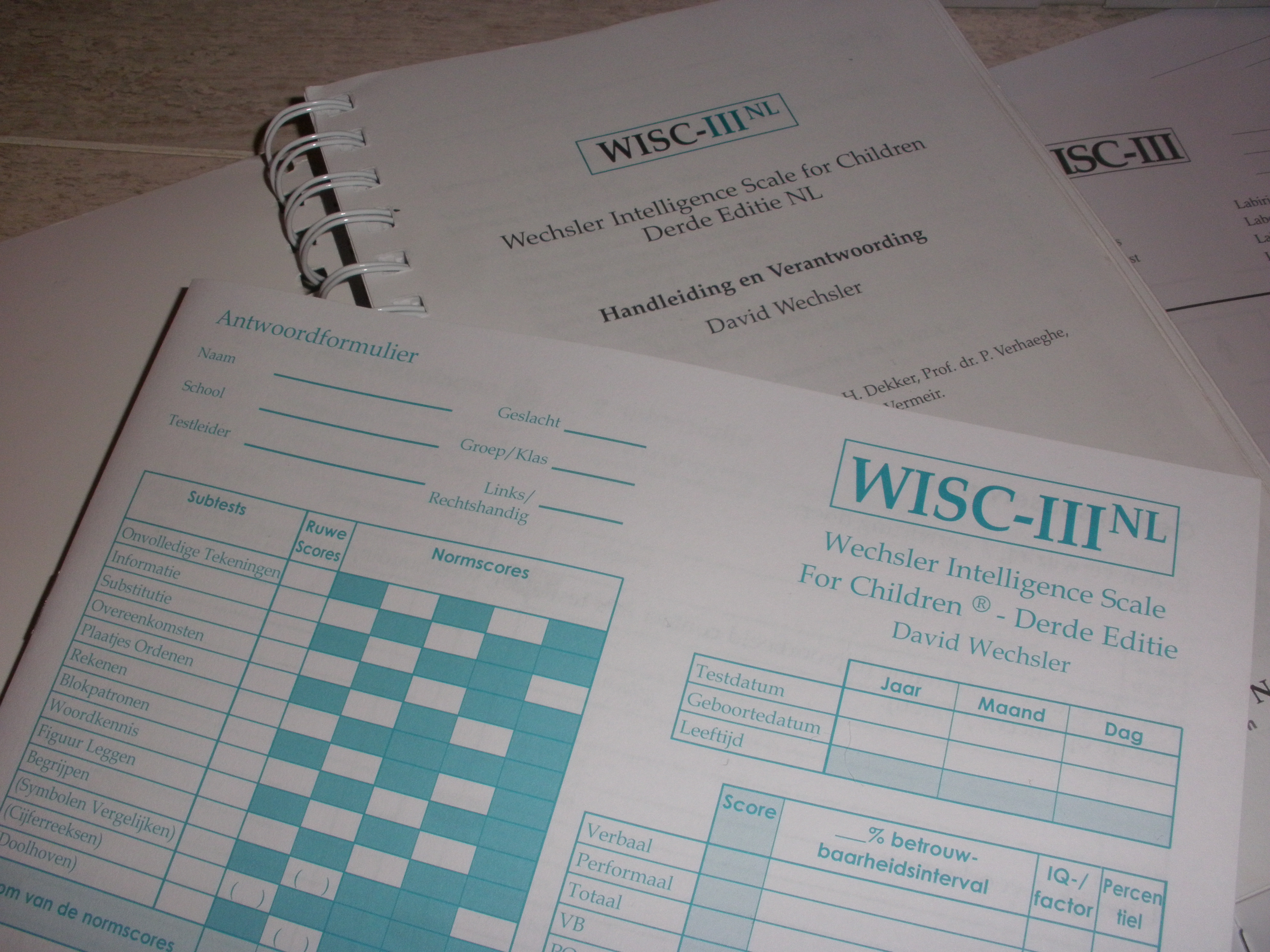
WISC-III

David Wechsler (Lespezi, 12 januari 1896 – New York, 2 mei 1981) was een Amerikaans psycholoog die bekend werd door het ontwerpen van twee bekende intelligentietests: 
- de Wechsler Adult Intelligence Scale (WAIS)
- de Wechsler Intelligence Scale for Children (WISC).

Later werd nog een derde test in dezelfde reeks en volgens dezelfde principes ontworpen, maar die werd door zijn medewerkers uitgewerkt: de Wechsler Preschool and Primary Scale of Intelligence (WPPSI).

## Biografie
Wechsler werd geboren in een Joods gezin in Lespezi (Roemenië), en immigreerde als kind met zijn ouders naar de Verenigde Staten. Hij studeerde aan het City College van New York en aan de Columbia-universiteit, waar hij in 1917 afstudeerde, en in 1925 onder Robert S. Woodworth promoveerde. Tijdens de Eerste Wereldoorlog werkt hij in het Amerikaanse leger waar hij psychologische tests ontwikkelde met
rekruten als proefpersonen. Hij studeerde toen onder leiding van Charles Spearman en Karl Pearson. Wechsler werd in 1932 benoemd tot hoofdpsycholoog aan het beroemde Bellevue Hospital in New York, waar hij tot 1967 verbleef. 
Hij studeerde bij een aantal grootheden op het vlak van de psychologie van die tijd zoals Thorndike, James Cattell, en R. S. Woodworth. Hij studeerde psychoanalyse met Anna Freud (dochter van Sigmund Freud). Hij overleed in 1981 op 85-jarige leeftijd.
- Biblioteca Nacional de España: XX1158082
- Bibliothèque nationale de France: cb12795892d (data)
- Catàleg d'autoritats de noms i títols de Catalunya: 981058514964806706
- CiNii: DA00551092
- Gemeinsame Normdatei: 118822144
- International Standard Name Identifier: 0000 0001 2101 678X
- Library of Congress Control Number: n79137106
- Nationale Bibliotheek van Letland: 000198139
- Bibliotheek van het Japanse parlement: 00460397
- Nationale Bibliotheek van Tsjechië: nlk20020105368
- Nationale Bibliotheek van Israël: 987007277132505171
- Nederlandse Thesaurus van Auteursnamen: 067596657
- SNAC: w6xs69nn
- Système universitaire de documentation: 03036647X
- Virtual International Authority File: 59211253
- WorldCat: E39PBJrgJk9kCX4kDqyyKgrwmd